# 다가오는 것들
《다가오는 것들》(프랑스어: L’avenir, 독일어: Alles was kommt)는 2016년에 개봉한 프랑스와 독일의 드라마 영화이다. 감독은 미아 한센뢰베이다.

## 줄거리
파리의 한 고등학교에서 열의를 갖고 철학을 가르치는 교사 나탈리는 남편, 아이 둘, 늘 관심을 요구하는 모델 출신 어머니와 일상을 영위한다. 그러나 다른 여성을 만난 남편이 그 여성과 동거를 하겠다며 나탈리를 떠나고 어머니가 사망하면서 나탈리는 삶을 다른 시각에서 바라보게 된다.

## 등장인물
- 나탈리 (이자벨 위페르)
- 하인츠 (앙드레 마르콩)
- 파비엥 (로망 콜린카)
- 이베트 (에디트 스코브)
- 조안 (솔랄 포르테)